# Brunei i olympiska sommarspelen 2000
Brunei deltog i de olympiska sommarspelen 2000 med en trupp bestående av två deltagare, båda män, men ingen av landets deltagare erövrade någon medalj.

## Friidrott
Herrarnas 100 meter
- Haseri Asli
  - Omgång 1 — 11.11 (→ gick inte vidare)